# Klimigracja
Klimigracja (od ang. Climigration) – migracja ludności spowodowana przez zmiany klimatyczne w środowisku. Termin ten po raz pierwszy został użyty w raporcie amerykańskiej prawniczki Robin Bronen w 2009. Połączyła ona ze sobą słowa climat change (zmiana klimatu) i migration (migracja). Spolszczona wersja słowa - „klimigracja” pojawiła się w Guinness World Records 2011.